# Emiraat Trarza
Het emiraat Trarza was een emiraat in de regio Trarza in het zuidwesten van het huidige Mauritanië. Het land werd tijdens de Char Bouba-oorlog in de 17e eeuw gesticht. De bevolking van het land bestond uit Arabieren, die de belangrijkste functies in het land bekleedden, en Berbers. Van de 17e tot in de 19e eeuw was Trarza een van de drie staten die de noordwestelijke oever van de Sénégal controleerden. De andere twee staten waren het emiraat Brakna en het emiraat Tagant. Een verdrag tussen Frankrijk en Trarza dat op 15 december 1902 werd gesloten, maakte een einde aan de onafhankelijkheid van Trarza en maakte het een onderdeel van Frans-West-Afrika. De titel emir van Trarza bleef bestaan en kwam in 1958 in het bezit van Mohammed Fal Ould Oumeir.